# Supercoppa italiana 2011 (pallacanestro maschile)
La Supercoppa italiana 2011 fu la 17ª supercoppa italiana di pallacanestro maschile.
Si tenne il 1º ottobre 2011, presso il Pala Credito di Romagna a Forlì.
A contendersi il trofeo furono la Mens Sana Siena e la Pall. Cantù.

## Formula
Il trofeo è stato assegnato in una gara unica; le squadre finaliste sono state quella dei campioni d'Italia in carica di Siena, e quella della squadra finalista della Coppa Italia 2011 di Cantù (sconfitta proprio da Siena).

## Tabellino
| Arbitri: | Cerebuch (Trieste) Facchini (Lugo) Sardella (Rimini) |

|                   |            |                    |
| Lavrinovič 25     | Punti      | 13 Micov           |
| McCalebb 5        | Assist     | 2 cinque giocatori |
| Lavrinovič 8      | Rimbalzi   | 8 Ortner           |
| Simone Pianigiani | Allenatori | Andrea Trinchieri  |

## Verdetti
- Vincitrice della Supercoppa: Mens Sana Siena
- MVP:  Kšyštof Lavrinovič